# Aruanda
Aruanda ou Aluanda é um conceito presente nas religiões afro-brasileiras, sobretudo na Umbanda, bem como no Espiritismo brasileiro. Descreve um local no mundo espiritual, que varia muito de acordo com a corrente religiosa, mas que de modo geral poderia ser equiparado a uma espécie de paraíso espiritual.
Frequentemente é entendida como uma cidadela espiritual que orbitaria a ionosfera do planeta Terra.

## Significados
A palavra Aruanda, é uma corruptela ou uma forma diferente de se referir a Luanda. Os negros escravizados, desejavam voltar para sua terra natal, Luanda, ainda em vida. Com o tempo e com o afastamento da Umbanda das tradições africanas, Aruanda acabou se tornando uma terra mística[carece de fontes?].
Apesar da farta literatura, a umbanda não é considerada uma religião codificada. Por esse motivo, o termo Aruanda pode possuir diversos significados, dependendo do terreiro, ou centro espiritualista no qual seja mencionado. É, inclusive, utilizado por outras religiões espiritualistas tais como quimbanda e candomblé, em referência genérica a “plano espiritual”, o local onde morariam as entidades superiores.
Para a Umbanda tradicional, fundada em 1908 pelo Caboclo das Sete Encruzilhadas, os habitantes de Aruanda são espíritos trabalhadores do bem e da caridade, sejam recém-desencarnados em aprendizagem, sejam espíritos de luz que há muito não retornam à esfera física pela reencarnação. Estes guias espirituais, apesar de sua evolução espiritual, permanecem na dimensão vibratória de Aruanda para continuar auxiliando encarnados e desencarnados, se manifestando na Terra sob a roupagem fluídica (em tipologia espiritual) de pretos-velhos, caboclos e crianças. Suas verdadeiras formas, no entanto, transcendem raça, credo ou etnia, sendo possível sua manifestação em qualquer congregação que pratique o binômio amor-caridade e que admita a comunicação espiritual.
Para o Espiritismo (codificado por Allan Kardec), Aruanda seria a denominação de uma colônia espiritual, assemelhada à colônia Nosso Lar, descrita no livro Nosso Lar, de André Luiz (espírito), psicografado pelo médium Chico Xavier. Em Aruanda, porém, estariam presentes elementos magísticos da cultura africana, em sincretismo com simbolismos da cultura judaico-cristã.
Aruanda, enquanto cidadela espiritual, é mencionada nos livros "Tambores de Angola", "Aruanda" e "Cidade dos Espíritos" - livros do espírito Ângelo Inácio, psicografados pelo médium Robson Pinheiro. Neles, a religião da Umbanda é situada como integrante de um panorama espírita maior (Espiritualismo universalista), sendo explicada a importância de seus rituais magísticos e simbologias, enquanto formas de manipulação das forças elementais da natureza.